# Nordlig hornkorp
Nordlig hornkorp (Bucorvus abyssinicus) är en av två fågelarter i den afrikanska familjen hornkorpar inom ordningen härfåglar och näshornsfåglar.

## Utseende och läten
Hornkorpar är mycket stora (90-100 cm) fåglar med huvudsakligen svart fjäderdräkt förutom vita handpennor och handpennetäckare. Denna art har en gulorange fläck längst in på den långa och nedåtböjda näbben, iögonfallande blått ansikte och en hög kask på huvudet. Hanen har en bar röd strupfläck. Liknande sydlig hornkorp har kraftigare näbb, mycket mindre kask på huvudet, rött ansikte och helmörk näbb. Läten är djupt och dånande, snabbare och något ljusare än den sydliga hornkorpens.

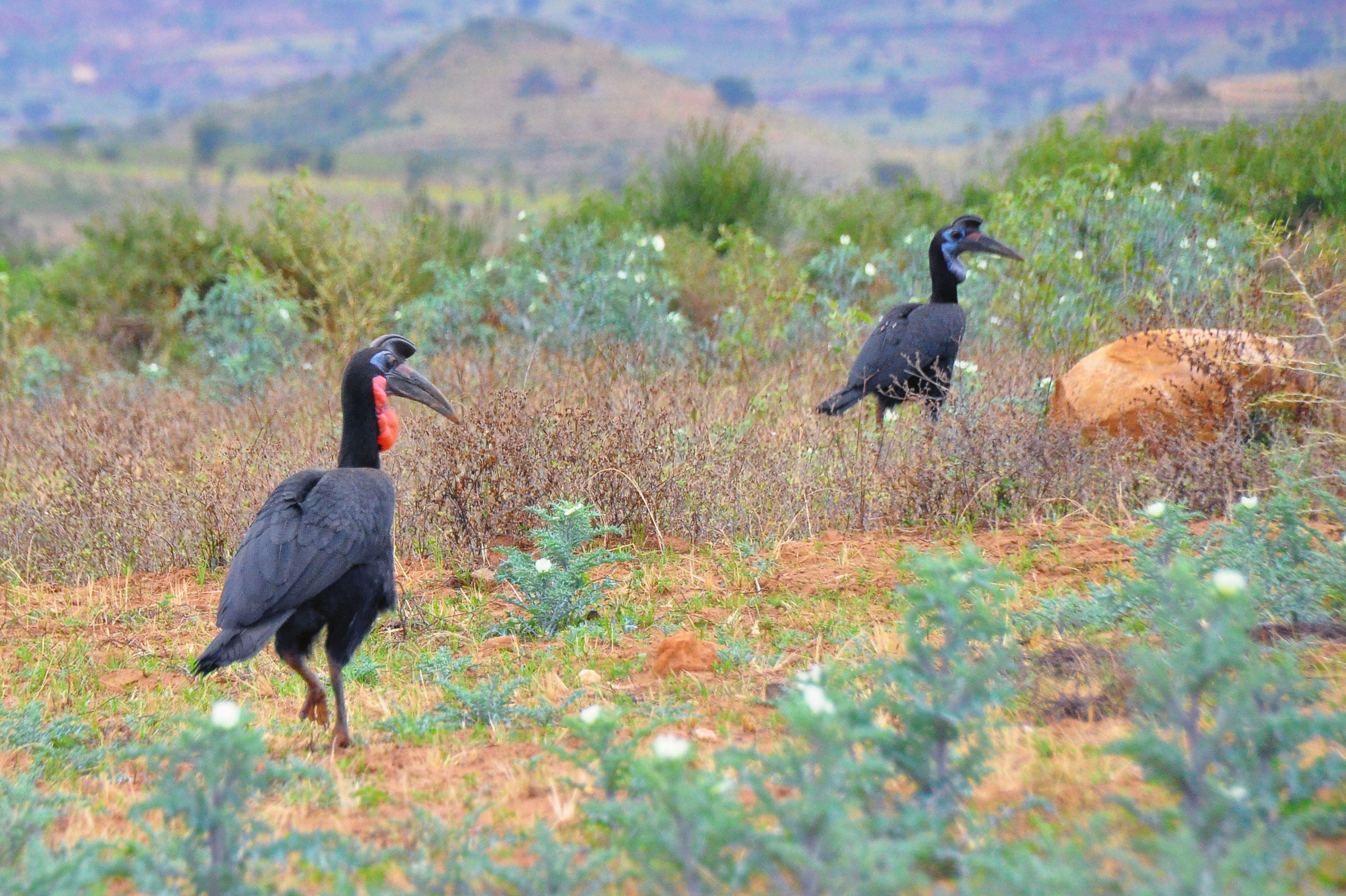
Hane och hona.

## Utbredning och systematik
Nordlig hornkorp förekommer från Senegal och Gambia till Etiopien, norra Uganda och nordöstra Kenya. Fågeln har även setts i Spanien, men det har bedömts högst osannolikt att den nått dit på naturlig väg. Den behandlas som monotypisk, det vill säga att den inte delas in i några underarter.

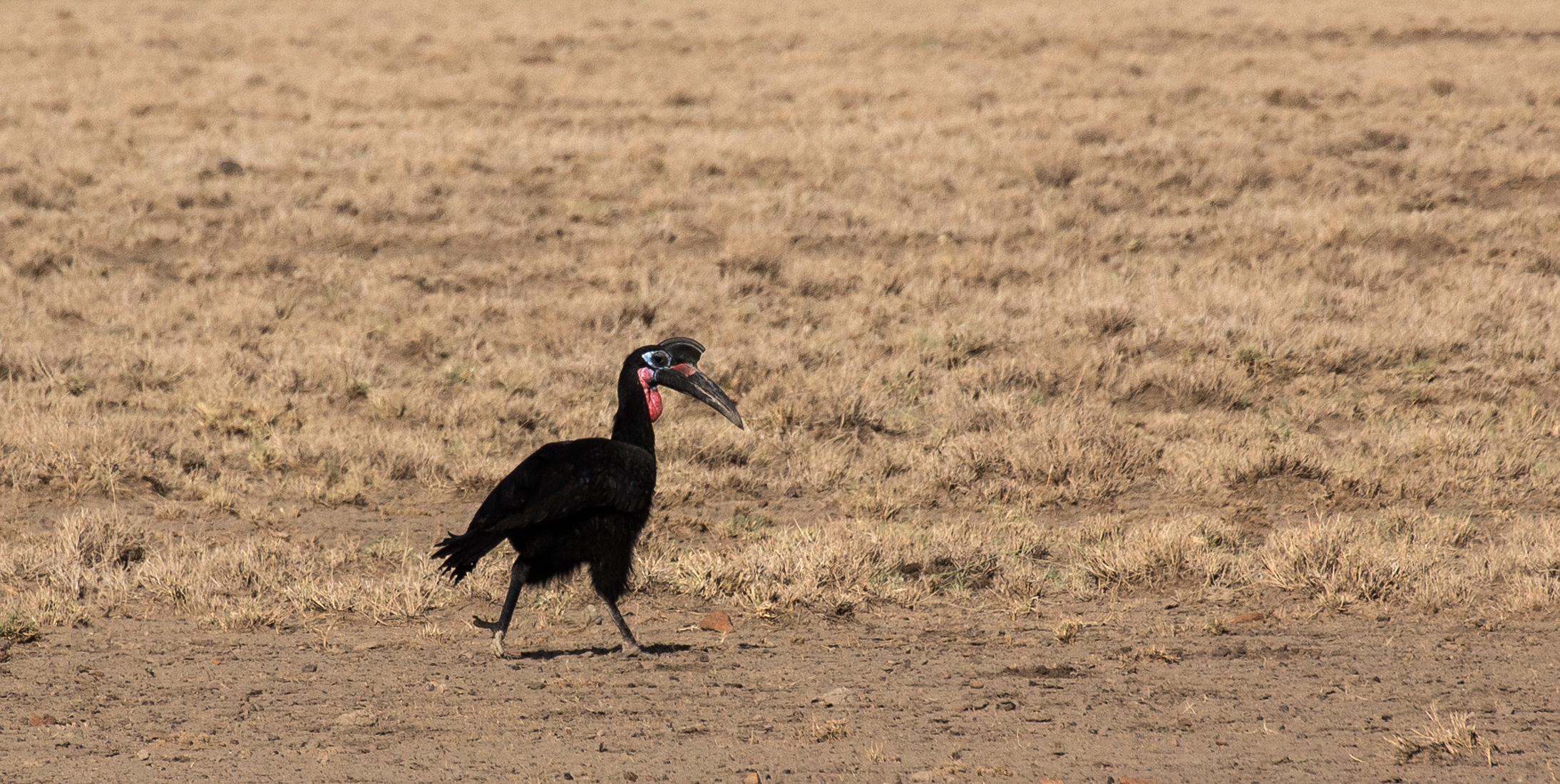
Vild nordlig hornkorp i djurreservatet Aledeghi i Etiopien.

### Familjetillhörighet
Hornkorparna placeras vanligen i den egna familjen Bucorvidae, men vissa inkluderar denna i näshornsfåglarna (Bucerotidae).

## Levnadssätt
Hornkorpar är marklevande fåglar som ses i par eller små grupper. Olikt näshornsfåglarna är inte honan bunden vid boet under häckningen. Nordliga hornkorpens levnadssätt är inte särskilt välstuderad. Den hittas huvudsakligen i savann och i busklandskap i halvökenområden, men troligen även i klippiga områden, i flodnära miljöer och i skogslandskap. Den lever av ryggradslösa djur och små ryggradsdjur.

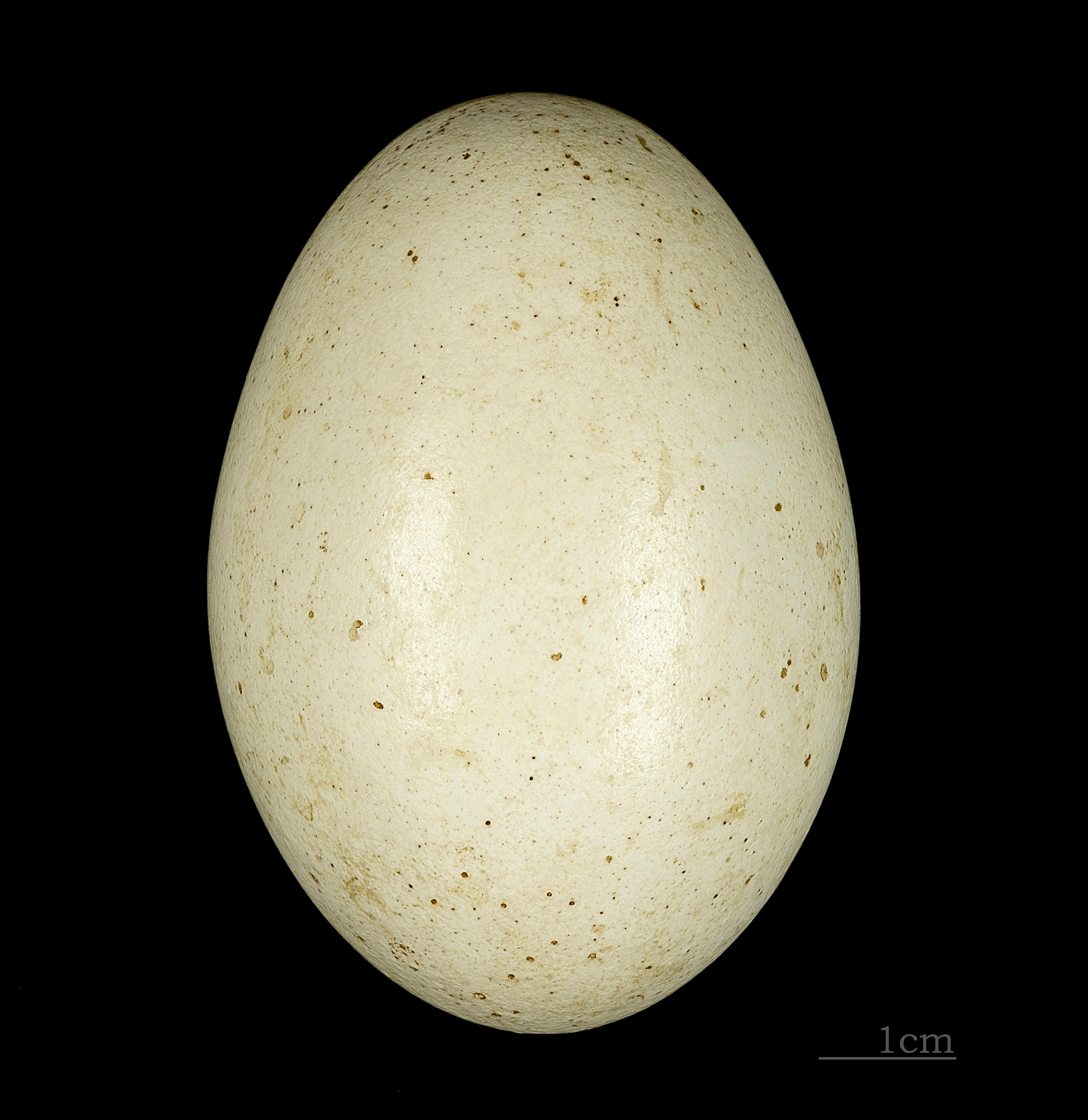
Nordliga hornkorpens ägg.

## Status och hot
Liksom sin nära släkting sydlig hornkorp tros arten minska relativt kraftigt i antal till följd av habitatförstörelse och jakt. Internationella naturvårdsunionen IUCN kategoriserar den därför som sårbar (VU). Världspopulationen har inte uppskattats, men den beskrivs som vida spridd och vanlig, men sparsamt förekommande.